# ポエム・エレクトロニク
『ポエム・エレクトロニク』（フランス語：Poème électronique）は、エドガー・ヴァレーズによる電子音楽の楽曲。1958年に開催されたブリュッセル万博のフィリップス館で演奏するために作曲された。フィリップスはル・コルビュジエにパビリオンの設計を委託し、ル・コルビュジエが「ポエム・エレクトロニク（電子の詩）」というタイトルを思いつく。ヴァレーズは楽曲の音からの解放を意図してこの曲を作曲し、結果として曲全体で通常は音楽として捉えられていない様々な騒音を使用している。

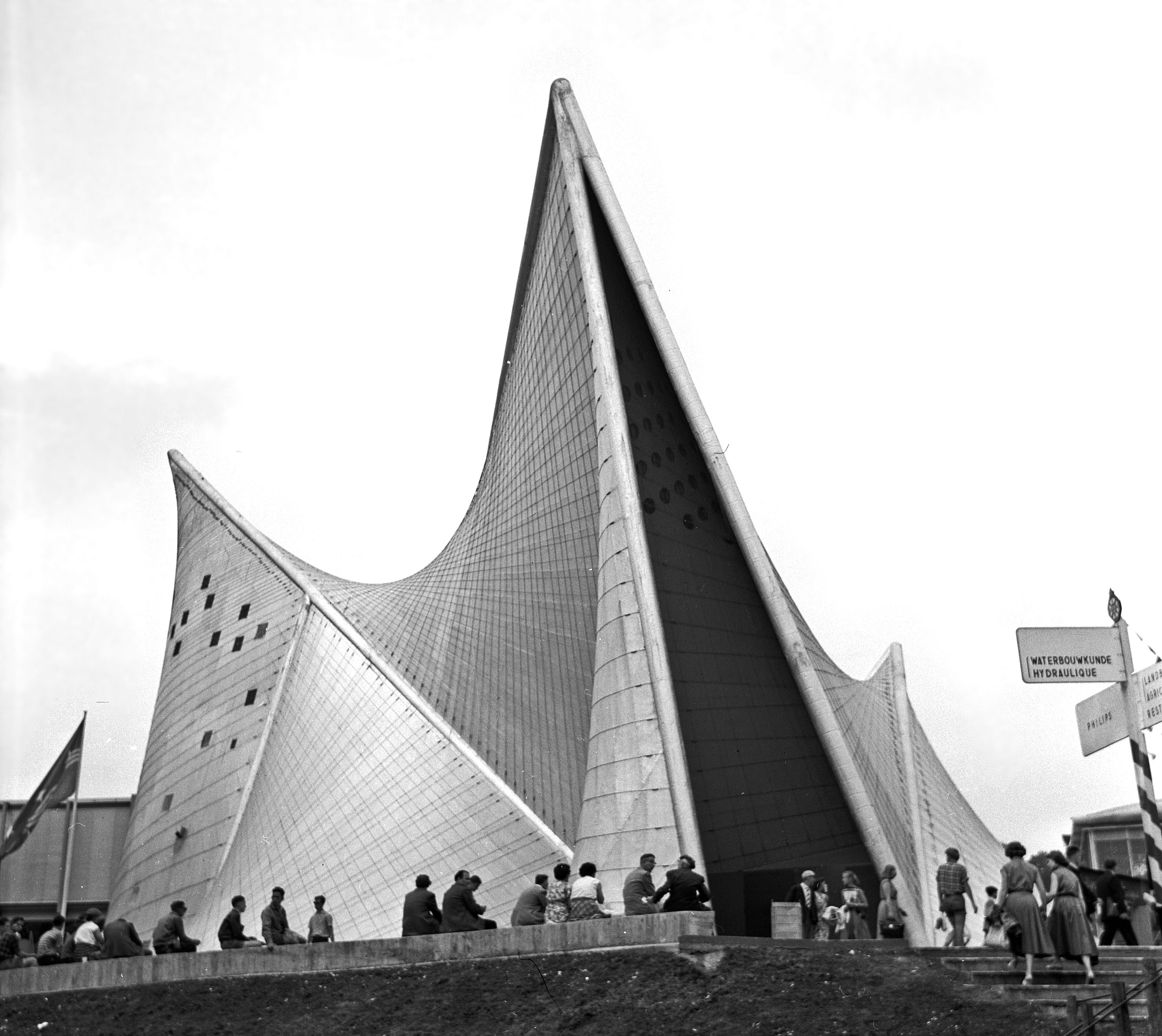
ブリュッセル万博のフィリップス館

## 初演
1958年ブリュッセル万博のフィリップス館は胃袋の様な形をしており、入口が狭く広い中央部の両側に出口があった。来場者の入場に当たりヤニス・クセナキス（当時ル・コルビュジエの設計助手）作曲の『コンクレPH（Concret PH）』が流れていた。『ポエム・エレクトロニク』はル・コルビュジエが人間存在に関する曖昧なテーマで選んだ白黒写真の映像に合わせ425個のスピーカーで流された。この曲のル・コルビュジエの元々のコンセプトは、彼自身の声で直接聴衆に語る映像の間奏だったが、ヴァレーズはル・コルビュジエの声が曲に重なってしまうその案に反対し、このアイデアはボツとなった。
パビリオン内部は常に色が変化する照明に照らされ、上記の映像に加え壁面に3面のプロジェクターで写真が投影されていた。

### 音場設計
ヴァレーズは映像に合わせて、とても複雑な音場設計を行なっている。400個以上のスピーカーを多くの回転式ダイヤルで音響投影技士が制御するという、アクースモニウムを彷彿とさせる音響投影法を実施。それぞれのダイヤルは一度に12列に並んだずつ5個のスピーカーを駆動出来る。当初450個程度のスピーカーを利用出来ると想定したが、実際には制御システムと音響投影技士に限界があり、350個程度が合理的とされた。
スピーカーはパビリオン内部の天井に設置され、アスベストで上塗りされた結果、見た目はデコボコになったが、アスベストが固まり洞穴の様な音響空間が実現した。この音場設計はパビリオン建築の独特なレイアウトを活用していて、スピーカーは天井最高部まで設置され、ヴァレーズは壁面を音響が上下するようにこの可能性を充分に活用した。

## 録音
この楽曲は元々3本独立したモノラルテープに録音されたが、その後うち2本をパン効果を含めステレオテープに収録。そして映像と照明をシンクロさせるため、ステレオのテープと残りのモノラルテープを、35mmの鑽孔テープにまとめて記録した。

## 作品進行
ル・コルビュジエの映像はすべて白黒写真と大いなる抽象で構成されていた。冒頭はスポットライトに牛の頭で始まり、最後は子供を抱く女性で終了する。ル・コルビュジエは映像を下記のテーマで構成した。
| 0 – 60"    | 創世記・Genesis                                    |
| 61 – 120"  | 魂と物質・Spirit and Matter                        |
| 121 – 204" | 暗闇から夜明け・From Darkness to Dawn              |
| 205 – 240" | 人工の神々・Man-Made Gods                          |
| 241 – 300" | 時が文明を形作る方法・How Time Moulds Civilization |
| 301 – 360" | 調和・Harmony                                      |
| 361 – 480" | すべての人類へ・To All Mankind                     |

ヴァレーズ作曲による音響進行
| 0"    | 1. | a. | 低い鐘の音。「木片」。サイレン。速いタップから高いつんざく音へ。2秒休止。Low bell tolls. "Wood blocks." Sirens. Fast taps lead to high, piercing sounds. 2-second pause. |
| 43"   |    | b. | 「ボンゴ」の音と高くきしむ音。サイレン。短いキーキー音。"Bongo" tones and higher grating noises. Sirens. Short "squawks." Three-tone group stated three times. |
| 1'11" |    | c. | きしむ音と続く低音。サイレン。短いキーキー音。2秒休止。Low sustained tones with grating noises. Sirens. Short "squawks." Three-tone group. 2-second pause. |
| 1'40" |    | d. | 短いキーキー音。高いチッチッ音。いろいろな「銃声」「クラクション音」「機械音」。サイレン。タップ。Short "squawks." High "chirps." Variety of "shots," "honks," "machine noises." Sirens. Taps lead to |
| 2'36" | 2. | a. | 低い鐘の音。続く電子音。「ボンゴ」の音の繰り返し。高く続く電子音。低い音。クレッシェンド。リズミックな音。 bell tolls. Sustained electronic tones. Repeated "bongo" tones. High and sustained electronic tones. Low tone, crescendo. Rhythmic noises lead to                                                             |
| 3'41" |    | b. | 声「オーガー」。4秒休止。声小さく続く。Voice, "Oh-gah." 4-second pause. Voice continues softly. |
| 4'17" |    | c. | 急に大音量。リズム感のある打楽器の音と声。低い「動物の声」、こする音、引きずる音、反響する声。デクレッシェンドから7秒休止。Suddenly loud. Rhythmic percussive sounds joined by voice. Low "animal noises," scraping, shuffling, hollow vocal sounds. Decrescendo into 7-second pause.                                    |
| 5'47" |    | d. | 続く電子音、クレッシェンド、デクレッシェンド。リズム感のある打楽器の音。高く続く音、クレッシェンド。「航空機の騒音」「チャイム」、ジャラジャラ音。Sustained electronic tones, crescendo and decrecendo. Rhythmic percussive sounds. Higher sustained electronic tones, crescendo. "Airplane rumble," "chimes," jangling. |
| 6'47" |    | e. | 「女性の声。男声合唱。電子音。オルガン。高いタップ音。急降下するオルガン。3音群が2回響く。ごろごろ音、サイレン、クレッシェンド（8分5秒）」 |